# Verbena sphaerocarpa
Verbena sphaerocarpa — вид трав'янистих рослин родини Вербенові (Verbenaceae).
V. sphaerocarpa орієнтовно визнається як окремий вид, але дуже схожий на V. brasiliensis і, ймовірно, походить від нього. Лише обмежені дані свідчать, що ці рослини справедливо визнані як різні.

## Поширення
Ендемік острова Сокоро, мексиканські тихоокеанські острови.